# Jumbulagang

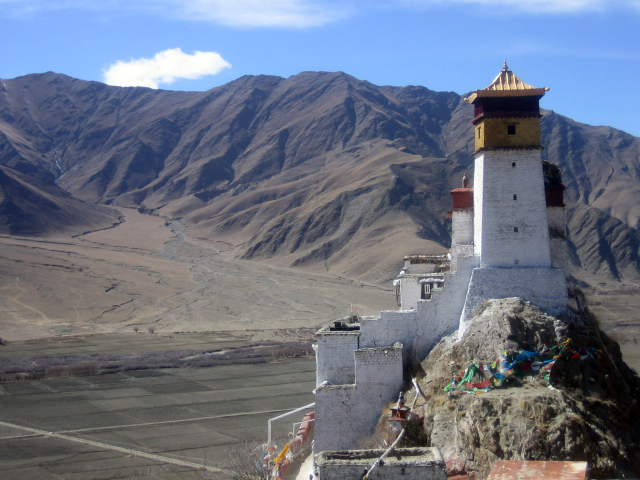
Jumbulagang

Jumbulakhar (ཡུམ་བུ་བླ་མཁར་) nebo také Jumbulagang je starověká pevnost v Tibetské autonomní oblasti. Název znamená „Pevnost matky a syna“.
Podle legendárních vyprávění byl Jumbulakhar postaven kolem 2. století př. n. l. prvním tibetským králem Ňathi Cänpou. Další tibetští králové rovněž používali Jumbulagkhar jako své sídlo. Legenda praví, že v době vlády 28. krále Thothori Ňäncäna (5. století) byla na střechu Jumbulakharu z nebe snesena sútra. Zároveň se sútrou se z nebe ozval hlas, že až za pět generací se najde ten, který tuto sútru dokáže přečíst a porozumí jejímu obsahu. Tímto mužem se stal Songcän Gampo (snad 605/617–649), zakladatel moderní Tibetské říše.
Songcän Gampo přenesl své sídlo z Jumbulakharu do Lhasy, kde sídlili i další králové a z Jumbulakharu se stal buddhistický chrám. V době pátého dalajlámy (1617–1682) se z Jumbulakharu stal gelugpovský klášter. Během kulturní revoluce byl Jumbulagkhar značně poškozen, částečné opravy se dočkal v osmdesátých letech.

Jumbulagang
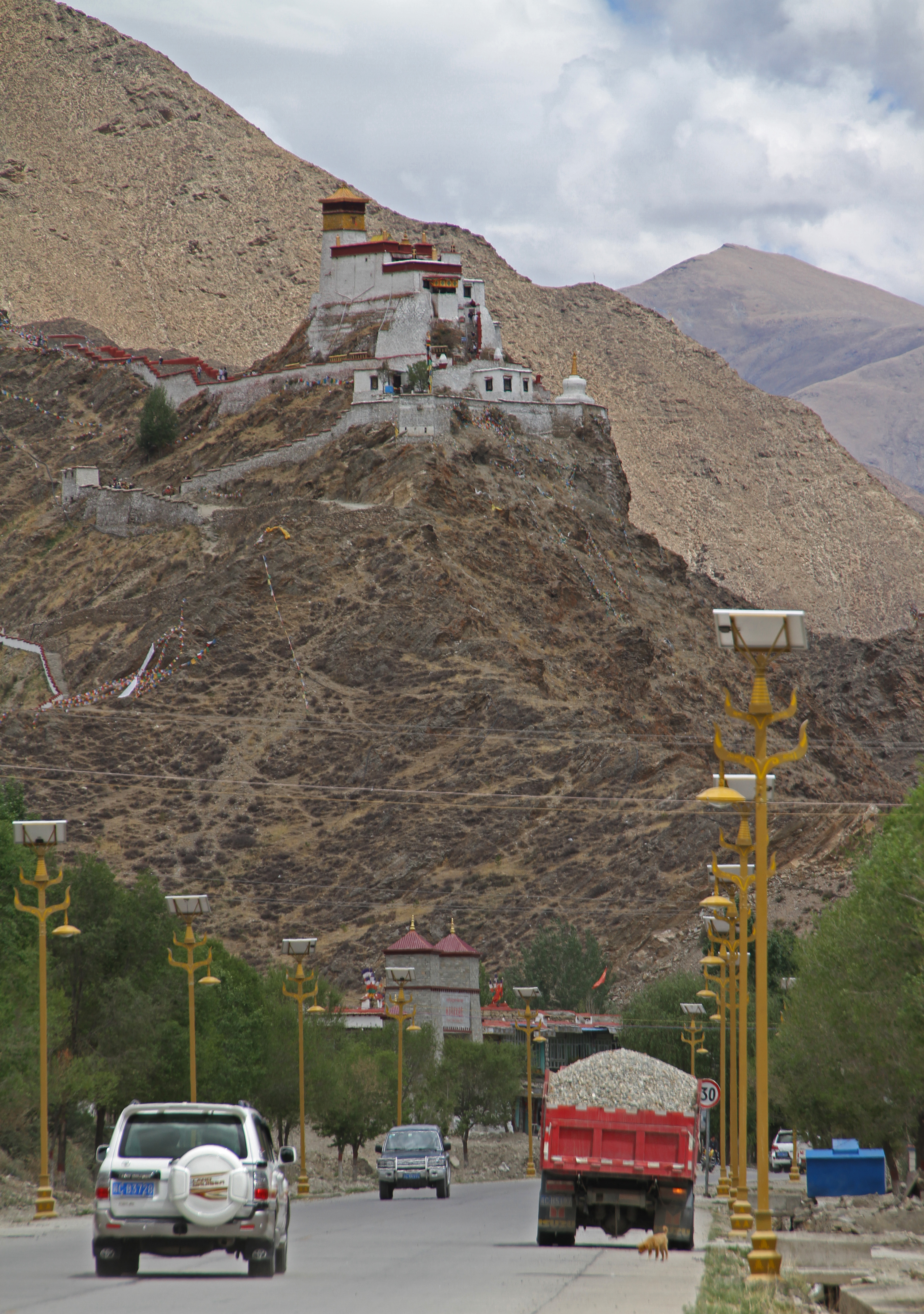
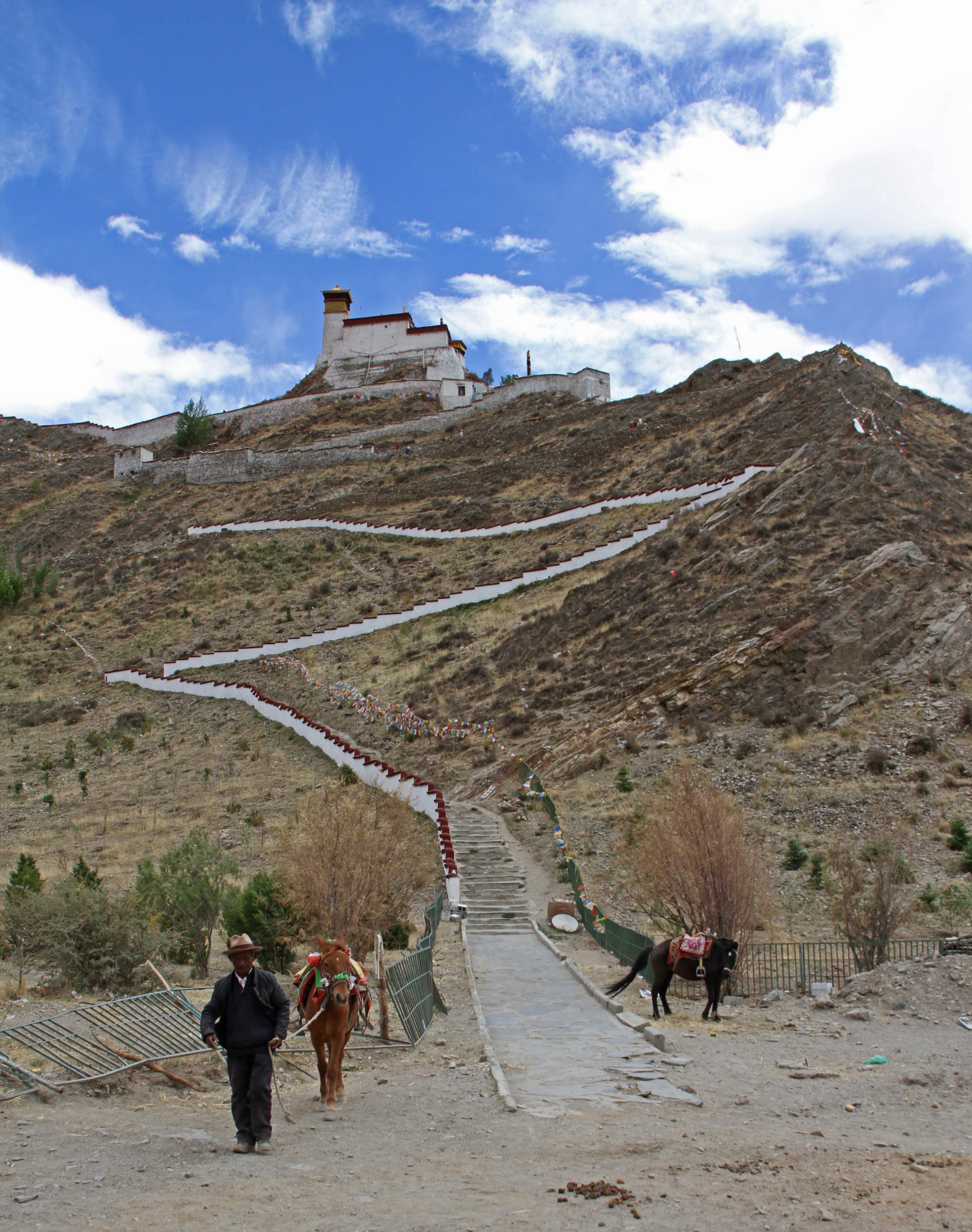
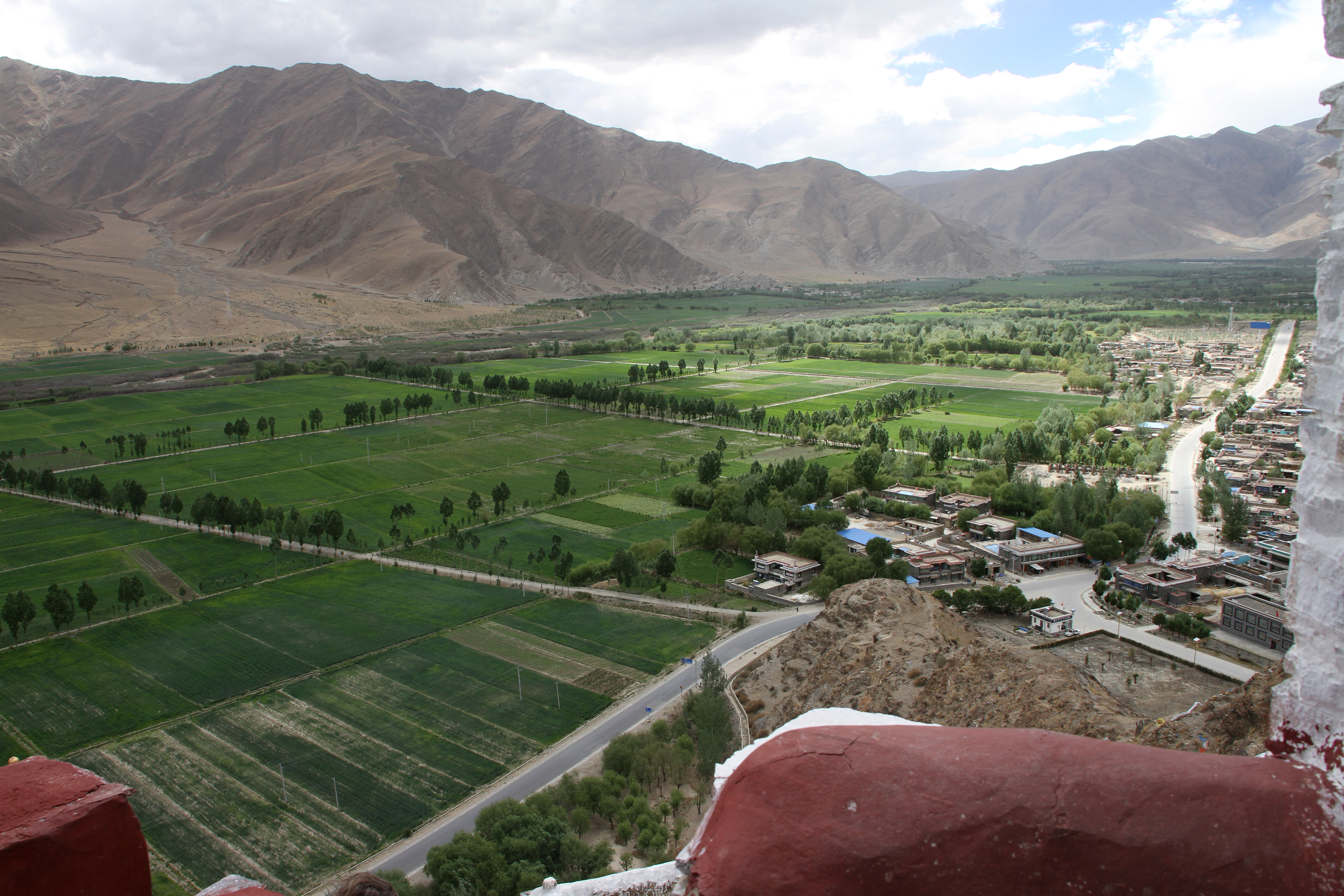
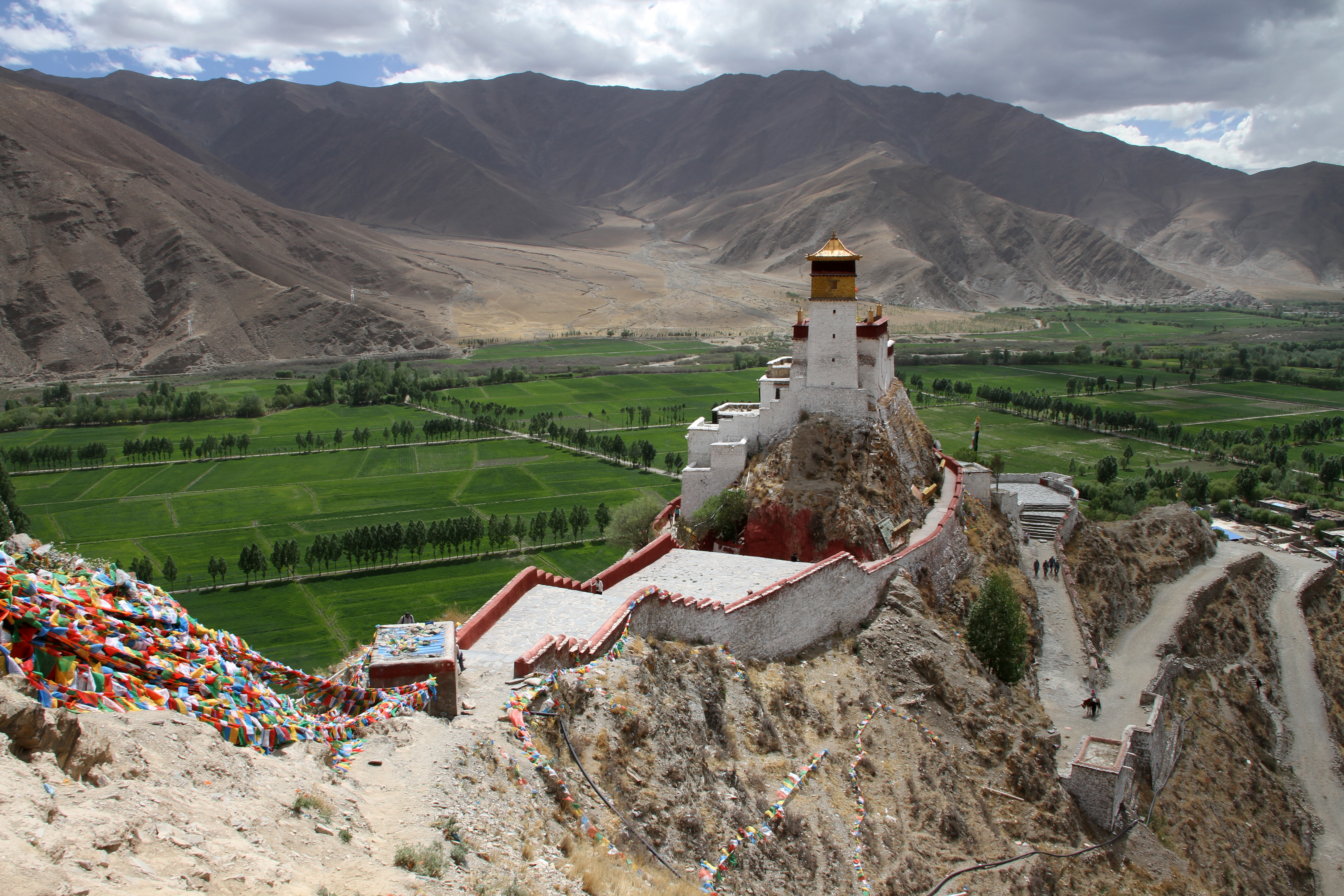
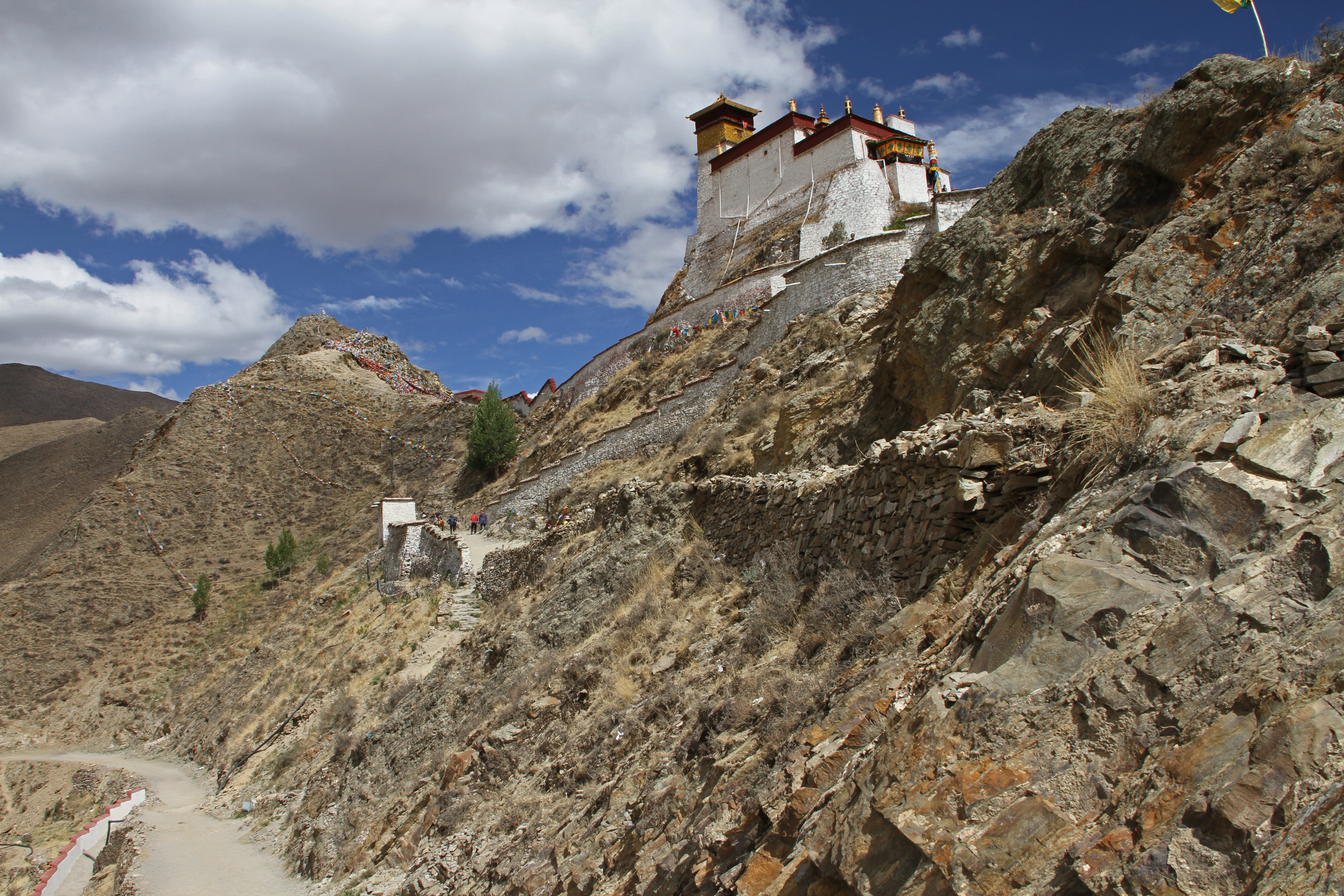